# Чемпионат Уругвая по футболу 1935
Примера А Уругвая по футболу 1935 года — очередной сезон лиги. Турнир проводился по двухкруговой системе в 18 туров. Все клубы из Монтевидео.

## Таблица
| №  | Клуб                 | И  | В  | Н | П  | Заб | Проп | Очки |
| 1  | Пеньяроль            | 18 | 15 | 1 | 2  | 36  | 9    | 31   |
| 2  | Насьональ            | 18 | 14 | 1 | 3  | 36  | 11   | 29   |
| 3  | Монтевидео Уондерерс | 18 | 10 | 5 | 3  | 30  | 20   | 25   |
| 4  | Рампла Хуниорс       | 18 | 8  | 2 | 8  | 32  | 25   | 18   |
| 5  | Дефенсор             | 18 | 8  | 2 | 8  | 31  | 29   | 18   |
| 6  | КА Ривер Плейт       | 18 | 7  | 3 | 8  | 30  | 34   | 17   |
| 7  | Суд Америка          | 18 | 6  | 5 | 7  | 19  | 28   | 17   |
| 8  | Сентраль             | 18 | 4  | 4 | 10 | 17  | 29   | 12   |
| 9  | Расинг               | 18 | 3  | 2 | 13 | 21  | 34   | 8    |
| 10 | Белья Виста          | 18 | 2  | 1 | 15 | 22  | 55   | 5    |

## Матчи

### Тур 1
| Пеньяроль — Сентраль 2:0       |
| Уондерерс — Ривер Плейт 2:0    |
| Расинг — Белья Виста 4:2       |
| Дефенсор — Суд Америка 2:0     |
| Насьональ — Рампла Хуниорс 3:1 |

### Тур 2
| Насьональ — Дефенсор 3:1      |
| Ривер Плейт — Суд Америка 2:2 |
| Пеньяроль — Белья Виста 2:1   |
| Уондерерс — Расинг 3:2        |
| Рампла Хуниорс — Сентраль 2:1 |

### Тур 3
| Насьональ — Расинг 3:0           |
| Рампла Хуниорс — Суд Америка 0:0 |
| Пеньяроль — Уондерерс 1:0        |
| Дефенсор — Белья Виста 5:1       |
| Ривер Плейт — Сентраль 2:2       |

### Тур 4
| Суд Америка — Насьональ 1:0   |
| Уондерерс — Сентраль 2:0      |
| Ривер Плейт — Белья Виста 3:2 |
| Пеньяроль — Дефенсор 1:0      |
| Рампла Хуниорс — Расинг 2:1   |

### Тур 5
| Ривер Плейт — Пеньяроль 2:0    |
| Сентраль — Насьональ 0:0       |
| Дефенсор — Расинг 2:1          |
| Суд Америка — Белья Виста 4:1  |
| Уондерерс — Рампла Хуниорс 3:1 |

### Тур 6
| Насьональ — Белья Виста 3:0      |
| Уондерерс — Дефенсор 3:3         |
| Рампла Хуниорс — Ривер Плейт 2:1 |
| Расинг — Сентраль 1:1            |
| Пеньяроль — Суд Америка 3:0      |

### Тур 7
| Пеньяроль — Расинг 3:1           |
| Дефенсор — Ривер Плейт 2:1       |
| Суд Америка — Сентраль 0:0       |
| Рампла Хуниорс — Белья Виста 3:1 |
| Насьональ — Уондерерс 1:0        |

### Тур 8
| Сентраль — Белья Виста 3:1    |
| Расинг — Ривер Плейт 3:2      |
| Уондерерс — Суд Америка 2:0   |
| Дефенсор — Рампла Хуниорс 2:1 |
| Пеньяроль — Насьональ 2:1     |

### Тур 9
| Пеньяроль — Рампла Хуниорс 2:0 |
| Сентраль — Дефенсор 2:1        |
| Суд Америка — Расинг 1:0       |
| Уондерерс — Белья Виста 2:2    |
| Насьональ — Ривер Плейт 3:0    |

### Тур 10
| Пеньяроль — Сентраль 3:1       |
| Уондерерс — Ривер Плейт 1:1    |
| Белья Виста — Расинг 3:2       |
| Дефенсор — Суд Америка 3:0     |
| Насьональ — Рампла Хуниорс 1:0 |

### Тур 11
| Насьональ — Дефенсор 2:1      |
| Ривер Плейт — Суд Америка 4:3 |
| Пеньяроль — Белья Виста 4:0   |
| Уондерерс — Расинг 1:0        |
| Рампла Хуниорс — Сентраль 6:0 |

### Тур 12
| Насьональ — Расинг 2:1           |
| Рампла Хуниорс — Суд Америка 1:1 |
| Пеньяроль — Уондерерс 1:1        |
| Дефенсор — Белья Виста 3:1       |
| Сентраль — Ривер Плейт 2:1       |

### Тур 13
| Насьональ — Суд Америка 3:0   |
| Уондерерс — Сентраль 2:1      |
| Ривер Плейт — Белья Виста 3:2 |
| Пеньяроль — Дефенсор 3:0      |
| Рампла Хуниорс — Расинг 3:1   |

### Тур 14
| Пеньяроль — Ривер Плейт 2:1    |
| Насьональ — Сентраль 1:0       |
| Дефенсор — Расинг 1:1          |
| Суд Америка — Белья Виста 2:1  |
| Уондерерс — Рампла Хуниорс 3:2 |

### Тур 15
| Насьональ — Белья Виста 5:1      |
| Уондерерс — Дефенсор 1:0         |
| Ривер Плейт — Рампла Хуниорс 2:1 |
| Расинг — Сентраль 1:0            |
| Пеньяроль — Суд Америка 3:0      |

### Тур 16
| Пеньяроль — Расинг 1:0           |
| Ривер Плейт — Дефенсор 3:2       |
| Суд Америка — Сентраль 2:1       |
| Белья Виста — Рампла Хуниорс 2:1 |
| Насьональ — Уондерерс 3:0        |

### Тур 17
| Сентраль — Белья Виста 3:0    |
| Ривер Плейт — Расинг 2:1      |
| Уондерерс — Суд Америка 1:1   |
| Рампла Хуниорс — Дефенсор 5:1 |
| Пеньяроль — Насьональ 3:0     |

### Тур 18
| Рампла Хуниорс — Пеньяроль 1:0 |
| Дефенсор — Сентраль 2:0        |
| Суд Америка — Расинг 2:1       |
| Уондерерс — Белья Виста 3:1    |
| Насьональ — Ривер Плейт 2:0    |